# Fridefont
Fridefont település Franciaországban, Cantal megyében. Lakosainak száma 95 fő (2022. január 1.). Fridefont Alleuze, Maurines, Saint-Martial, Albaret-le-Comtal, Val-d'Arcomie és Neuvéglise-sur-Truyère községekkel határos.

## Népesség
A település népességének változása:
| Lakosok száma | 148  | 124  | 126  | 131  | 103  | 109  | 103  | 92   | 93   | 95   |
|               | 1968 | 1982 | 1990 | 2006 | 2013 | 2015 | 2017 | 2019 | 2020 | 2022 |